# Dannii Minogue
Danielle Jane Minogue, thường được biết đến nhiều nhất với tên gọiDannii Minogue (sinh ngày 20 tháng 10 năm 1971), là một nữ ca sĩ và nữ diễn viên người Úc.

## Tuổi trẻ
Minogue được sinh ra ở Melbourne, Úc, con gái của kế toán người Úc gốc Ai-len Ronald Charles Allano Minogue, và một vũ công từ xứ Wales Carol Jones. Cô là con gái út trong ba người con; chị gái cô là ca sĩ nhạc pop, nữ diễn viên Kylie Minogue; anh trai cô là phóng viên tin tức tại Úc.
Trong tháng 9 năm 1988, Minogue đã trở thành quan tâm đến việc thiết kế thời trang và phát hành phạm vi thời trang của riêng mình mang tên Dannii. Minogue đầu tay của dòng Dannii được bán ra trên khắp nước Úc trong mười ngày, và được theo sau bởi ba dòng bổ sung vào mùa hè năm 1989.

## Sự nghiệp
Album đầu tiên của cô Dannii, được phát hành vào năm 1990 tại Úc. Ngoài nước Úc, album được phát hành vào năm 1991, dưới tiêu đề Love and Kisses. Minogue của đĩa đơn đầu tay Love and Kisses đạt vị trí số bốn trên bảng xếp hạng đĩa đơn của Úc và được chứng nhận vàng. Tại Anh, ca khúc lọt vào Top 10 trên bảng xếp hạng đĩa đơn.
Minogue's quan tâm đến âm nhạc khiêu vũ và chịu ảnh hưởng clubbing album thứ ba của cô Girl, phát hành vào tháng 9 năm 1997. Album trình bày một phong cách tinh vi hơn và trưởng thành của nhạc dance, nhưng nói chung là mặc dù nhận xét tích cực. Đĩa đơn đầu tiên All I Wanna Do đạt vị trí số bốn trên bảng xếp hạng đĩa đơn Vương quốc Anh và được chứng nhận vàng tại Úc. Của album tiếp theo đơn, Everything I Wanted và Disremembrance, đạt đến một trong số trên bảng xếp hạng múa Vương quốc Anh.
Trong tháng 3 năm 2003, Minogue phát hành album thứ tư của cô, Neon Nights. Nó bao gồm múa truyền cảm dance-pop bài hát và cung cấp Minogue với một số các đánh giá mạnh nhất trong sự nghiệp của cô. Neon Nights đạt vị trí số tám trên bảng xếp hạng album Anh, và sản xuất ba top ten đĩa đơn. Các đĩa đơn I Begin to Wonder và Don't Wanna Lose this Feeling được những thành công cũng đáng kể trong bảng xếp hạng của Hoa Kỳ.

## Danh sách đĩa hát

### Album phòng thu
- Dannii (1990)
- Love & Kisses (1991)
- Get Into You (1993)
- Girl (1997)
- Neon Nights (2003)
- Club Disco (2007)

### Album tổng hợp
- U.K. Remixes (1991)
- The Singles (1998)
- The Remixes (1999)
- The Hits & Beyond (2006)
- Unleashed (2007)
- The Early Years (2008)
- The 1995 Sessions (2009)